# Chaetexorista dives
Chaetexorista dives är en tvåvingeart som först beskrevs av Villeneuve 1938.  Chaetexorista dives ingår i släktet Chaetexorista och familjen parasitflugor.
Artens utbredningsområde är Tanzania. Inga underarter finns listade i Catalogue of Life.